# San Joaquín (distrito)
O Distrito peruano de San Joaquín é um dos trinta e tês distritos da Província de Yauyos, situada no  Departamento de Lima, pertencente a Região de Lima, Peru. 

## Transporte
O distrito de San Joaquín não é servido pelo sistema de estradas terrestres do Peru.